# Minns du den stad
Minns du den stad (1964) är en roman av Per Anders Fogelström som utspelar sig under åren 1900–1925 och skildrar livet i Söders arbetarkvarter, men även den gren av släkten som fått det bättre ställt. Detta är den tredje delen i Fogelströms stadsserie och föregås av Barn av sin stad och följs av I en förvandlad stad. I den föregående boken, Barn av sin stad, adopterades August av en rikare familj, vilket kom att ge hans ättlingar andra möjligheter än systern Emelies.

## Andra utgåvor
- 1998 ISBN 91-89042-31-X, LL-förlaget, 128 sidor + ljudbok (kassett)
- 2000 ISBN 91-7951-006-X, ljudbok (kassett), Bonnier Audio, uppläsare Helge Skoog

## Stadsserien
- 1960: Mina drömmars stad 1860–1880
- 1962: Barn av sin stad 1880–1900
- 1964: Minns du den stad 1900–1925
- 1966: I en förvandlad stad 1925–1945
- 1968: Stad i världen 1945–1968